# Ajka (film)
Ajka è un film del 2018 diretto da Sergej Dvorcevoj.
È stato presentato in concorso al Festival di Cannes 2018, dove Samal Eslämova ha vinto il premio per la miglior attrice.
Il film è stato selezionato per rappresentare il Kazakistan ai premi Oscar 2019 nella categoria per il miglior film in lingua straniera, riuscendo a entrare nella short-list dei dieci film pre-selezionati, ma non nella cinquina finale.

## Trama
Ajka, una giovane immigrata clandestina kirghisa a Mosca, dà alla luce un bambino, ma decide di abbandonarlo in ospedale visto il proprio status e le proprie ristrettezze economiche. Tempo dopo, il desiderio di maternità la conduce a tentativi sempre più disperati pur di ritrovare suo figlio.

## Distribuzione
Il film è stato presentato in anteprima il 18 maggio 2018 alla 71ª edizione del Festival di Cannes, dove ha concorso per la Palma d'oro.

## Riconoscimenti
- 2018 - Festival di Cannes[7]
  - Prix d'interprétation féminine a Samal Eslämova
  - In competizione per la Palma d'oro